# Кучкув (Свентокшиське воєводство)
Кучкув (пол. Kuczków) — село в Польщі, у гміні Сецемін Влощовського повіту Свентокшиського воєводства.
Населення — 172 особи (2011).
У 1975-1998 роках село належало до Ченстоховського воєводства.

## Демографія
Демографічна структура на день 31 березня 2011 року:
|          | Загалом | Допрацездатний вік | Працездатний вік | Постпрацездатний вік |
| -------- | ------- | ------------------ | ---------------- | -------------------- |
| Чоловіки | 85      | 20                 | 51               | 14                   |
| Жінки    | 87      | 21                 | 41               | 25                   |
| Разом    | 172     | 41                 | 92               | 39                   |